# Daisy, Princesa de Pless
Daisy, Princesa de Pless (nascida com o nome de Mary Theresa Olivia Cornwallis-West; 28 de junho de 1873 - 29 de junho de 1943), foi princesa de Gales do período eduardiano, membro de uma das mais ricas famílias nobres europeias. Daisy e seu marido, Hans Heinrich XV, foram proprietários de grandes fazendas e minas de carvão na Silésia (território polonês), que trouxe aos Hochbergs enorme fortuna. Seu estilo de vida extravagante, juntamente com eventos desastrosos e escândalos políticos e familiares foram incríveis eventos para a imprensa internacional.

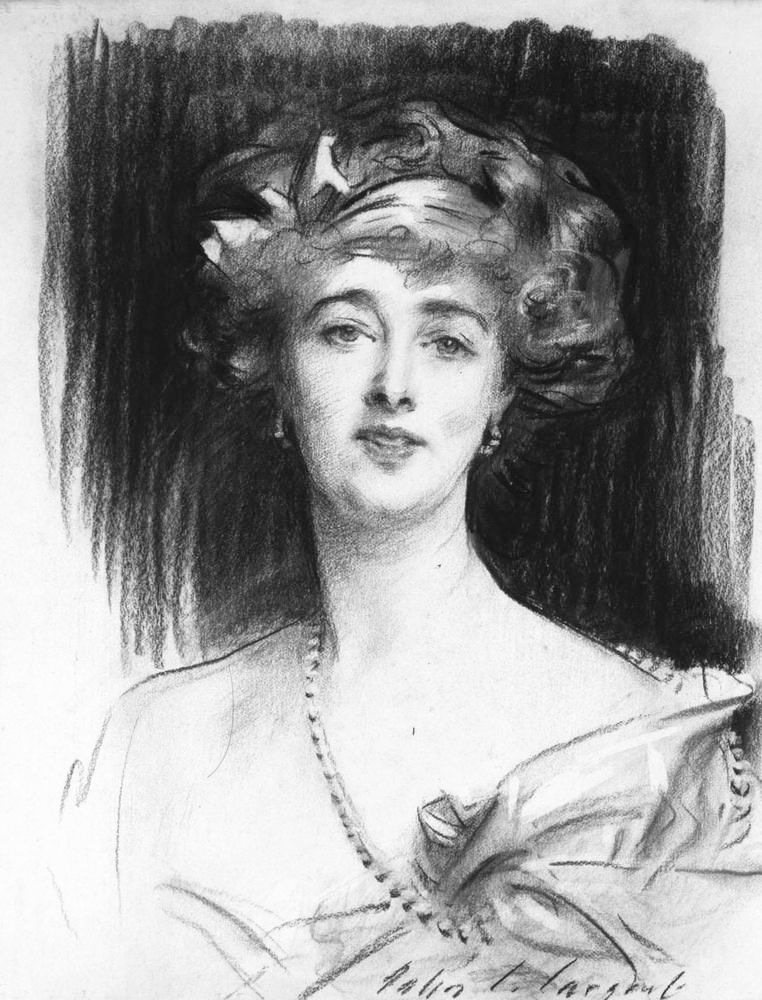
Esboço sem data de margarida John Singer Sargent.

## Biografia

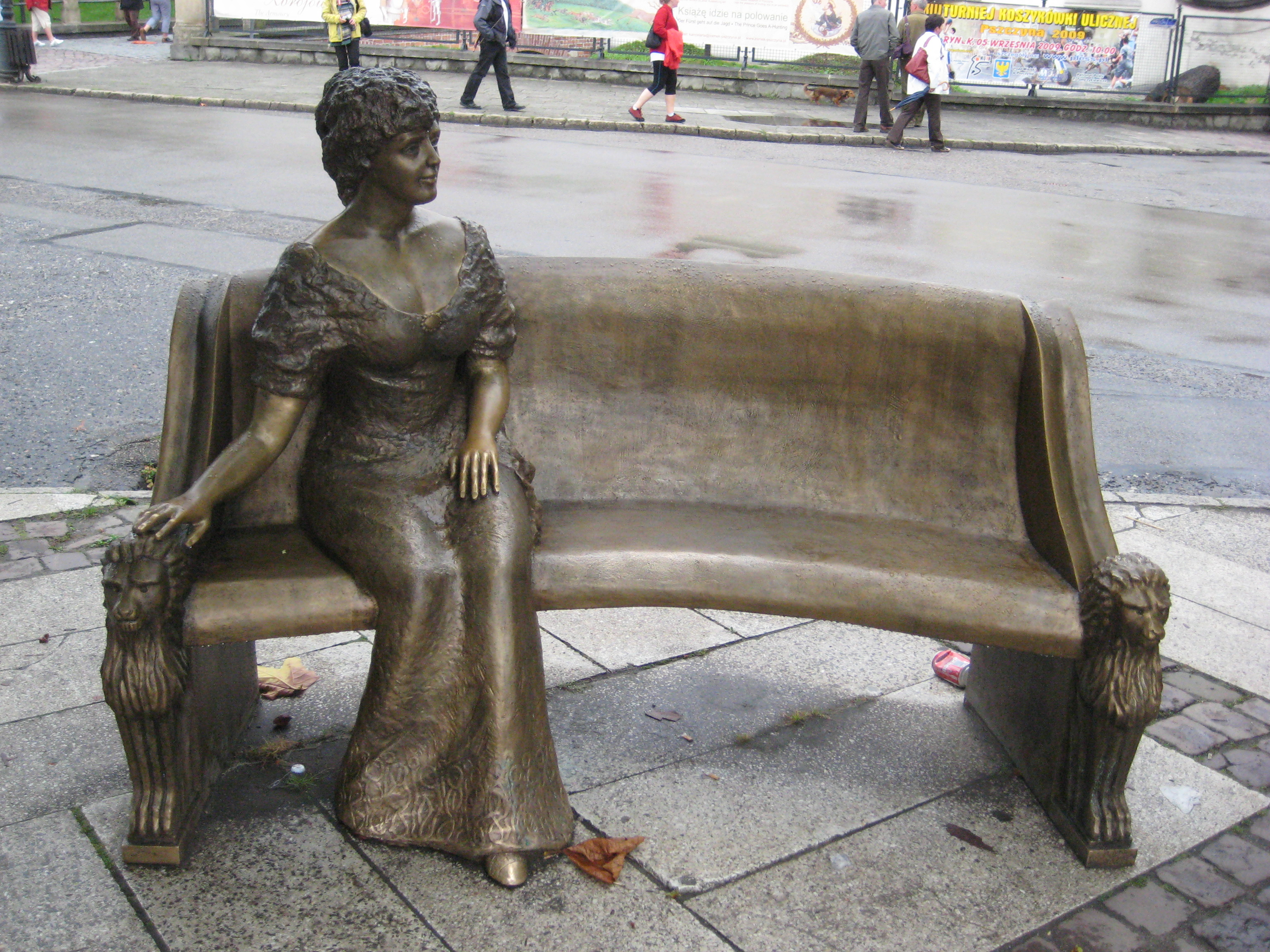
Memorial para Daisy em Pszczyna, Polônia

Maria Theresa Olivia Cornwallis-West nasceu no Castelo de Ruthin em Denbighshire, Gales, era a filha do Col. William Cornwallis-West (1835-1917) e sua esposa, Maria "Patsy" FitzPatrick (1856-1920). Seu pai, nascido William West, foi um descendente de John West, 2.° Conde De La Warr. Sua mãe era filha do reverendo Frederick FitzPatrick e da Lady Olivia Taylour, filha do Thomas Taylour, 2.º Marquês de Headfort.

## Casamento
Em 8 de dezembro 1891, em Londres, ela se casou com Hans Heinrich XV, Príncipe de Pless, Conde de Hochberg, Barão de Fürstenstein (1861-1938), um dos herdeiros mais ricos do Império Alemão.
Eles tiveram três filhos:
- Hans Heinrich XVII, 4.º Príncipe de Pless (1900-1984)
- Alexandre, 5.° Príncipe de Pless (1905-1984)
- Conde Bolko Konrad Friedrich de Hochberg (1910-1936)

A princesa manteve seus laços com a sociedade inglesa, aparecendo com seus filhos na revista Country Life.
A Princesa de Pless foi uma Dama da Ordem de Theresa da Baviera e da Ordem de Isabel a Católica de Espanha, e foi premiada com o Decoração Cruz Vermelha alemã.

## Morte
Daisy, Princesa de Pless, morreu em 1943 em Waldenburg, hoje Wałbrzych, Polónia.